# Maria Minaeva
Maria Vyacheslavovna Minaeva (em russo: Мария Вячеславовна Минаева, nascida em 19 de abril de 2005) é uma ginasta russa e parte da seleção russa de ginástica artística.

## Vida pessoal
Minaeva nasceu em Zelenodolsk, Rússia, em 2005. Atualmente, ela representa o Distrito Federal do Volga.

## Carreira

### Júnior

#### 2019
Em maio, Minaeva disputou o Campeonato Nacional Russo, no qual terminou em oitavo lugar no individual geral. Ela ficou em sexto lugar nas paralelas assimétricas, quinto na trave e quarto no solo. Em novembro, Minaeva competiu no Elite Gym Massilia, onde finalizou a competição em 15º lugar no individual geral.

### Sênior

#### 2021
Minaeva entrou na categoria sênior em 2021. Ela competiu no Campeonato Nacional Russo e terminou em quinto lugar no individual geral e quarto nas paralelas. Na Copa da Rússia, ficou em sexto lugar no individual geral e no solo. Em setembro, foi anunciado que Minaeva disputaria o Campeonato Mundial ao lado de Angelina Melnikova, Vladislava Urazova, e Yana Vorona. Lá, competiu apenas nas paralelas. Ela finalizou as qualificatórias em sétimo lugar, mas não avançou para a final devido à limitação de duas ginastas por país, e por as compatriotas Melnikova e Urazova terem tido pontuações mais altas.

## Histórico Competitivo

### Júnior
| Ano  | Evento              | Equipe | AA | VT | UB | BB | FX |
| ---- | ------------------- | ------ | -- | -- | -- | -- | -- |
| 2019 | Campeonato Nacional |        | 8  |    | 6  | 5  | 4  |
| 2019 | Elite Gym Massilia  |        | 15 |    |    |    |    |

### Sênior
| Ano  | Evento              | Equipe            | AA | VT | UB | BB | FX |
| ---- | ------------------- | ----------------- | -- | -- | -- | -- | -- |
| 2021 | Campeonato Nacional | Medalha de bronze | 5  |    | 4  |    |    |
| 2021 | Copa da Rússia      |                   | 6  |    |    |    | 6  |